# Грюк Олександр
Олександр Грюк (нар. 20 липня 1993) — український волейболіст, центральний блокувальник.

## Життєпис
Народився 20 липня 1993 року.
Під час спортивної кар'єри виступав у харківських командах «Юридична академія» та «Локомотив». У грудні 2016 року перейшов до львівського ВК «Барком-Кажани», підписавши угоду до кінця сезону. Сезон 2018—2019 провів у чеській команді «Бенатки-над-Їзеров», сезон 2019—2020 — в іспанській команді «Сантандеріна». На початку вересня 2020 Грюк та український зв'язуючий Олександр Дмитрієв стали новачками казахстанського клубу «Атирау».